# Hongqi S9
El Hongqi S9 és un cotxe esportiu híbrid produït per Hongqi, que es va presentar al Saló de l'Automòbil de Frankfurt l'any 2019.

## Presentació

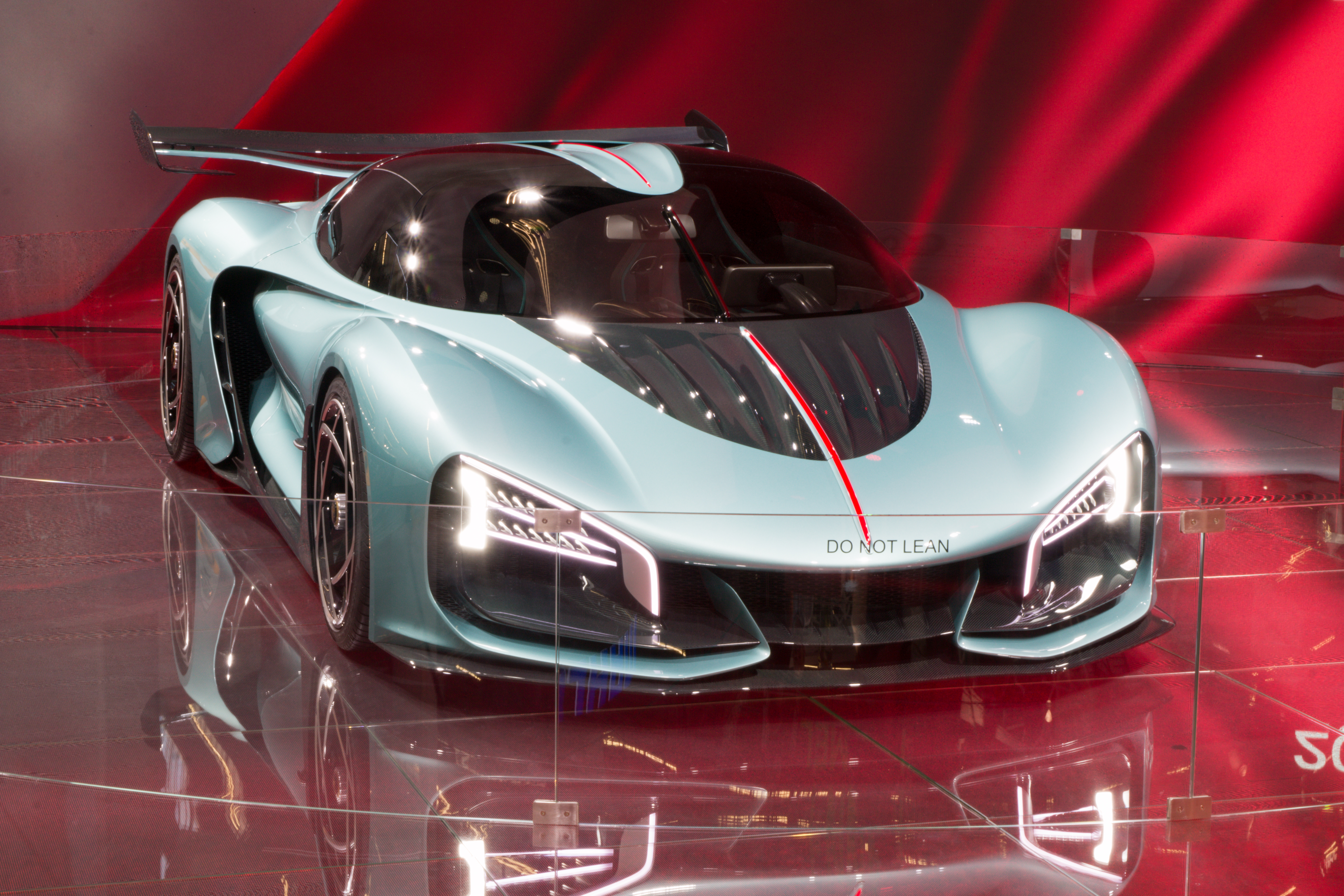
Hongqi S9 conceptual (frontal).

El concepte del Hongqi S9 es va presentar el 13 de setembre de 2019 al Saló de l'Automòbil de Frankfurt i commemora els 70 anys de la República Popular de la Xina. És el resultat d'un pla que consistia en llançar un supercotxe híbrid del fabricant xinés limitat a 70 còpies.
El 2021, el grup FAW va anunciar que es construiria el cotxe a la regió d'Emília-Romanya d'Itàlia com a part d'una empresa conjunta amb Silk EV i va contractar l'antic dissenyador d'Alfa Romeo, SEAT i Audi, Walter de Silva, com a vicepresident d'Estil i Disseny per a una gamma de vehicles Hongqi S. La versió de producció de l'S9 es va presentar el 2021 a l'Auto Shanghai.

## Característiques tècniques
El S9 està propulsat per un motor V8 biturbo de 4,0 L de combustió associat a un sistema híbrid, que li proporciona una potència de 1,400 PS (1,381 hp).